# Grønholt Kirke
Grønholt Kirke er en kirke i landsbyen Grønholt ca. 5 km nordøst for Hillerød i Region Hovedstaden.
Grønholt Kirke er oprindelig en lille kampestensbygning, bestående af et skib og et firkantet kor med fladt loft. Korbuen er smal og halvrund. Senere er der indbygget hvælvinger og tilføjet et anseligt tårn samt et våbenhus med en gavl af røde munkesten.
Altertavlen er et maleri af Godtfred Rump: Fremstillingen i Templet, skænket 1843 af Christian 8.
I kirken findes en gammel degnestol fra 1569.
Oven over hvælvingen ses, at kirken, mens den endnu havde fladt loft, har været rigt udsmykket med vægmalerier i romansk stil, blandt andet en frise oven over korbuen, hvor Kristus og de tolv apostle har været malet under rundbuer med søjler.
Dronning Margrethe benytter ofte kirken, når hun opholder sig på Fredensborg Slot.

## Eksterne kilder og henvisninger
- Grønholt Kirke på KortTilKirken.dk
- Grønholt Kirke hos danmarkskirker.natmus.dk (Danmarks Kirker, Nationalmuseet)